# Lydipta senicula
Lydipta senicula là một loài bọ cánh cứng trong họ Cerambycidae.